# Pinhal Interior Norte
Pinhal Interior Norte era una subregión estadística portuguesa de la Región del Centro. 
Fue disuelta el 1 de enero de 2015 y sus municipios pasaron a formar parte de las subregiones Región de Coimbra y Región de Leiria.
Tenía una superficie de 2617 km². 
Comprendía 14 municipios:
- Alvaiázere
- Ansião
- Arganil
- Castanheira de Pêra
- Figueiró dos Vinhos
- Góis
- Lousã
- Miranda do Corvo
- Oliveira do Hospital
- Pampilhosa da Serra
- Pedrógão Grande
- Penela
- Tábua
- Vila Nova de Poiares